# Terra di Mezzo
La Terra di Mezzo è una regione di Arda, l'universo immaginario fantasy creato dallo scrittore inglese J. R. R. Tolkien. Lo Hobbit e Il Signore degli Anelli si svolgono interamente nella Terra di Mezzo, così come parte de Il Silmarillion e dei Racconti incompiuti.
Tolkien preparò diverse mappe della Terra di mezzo e delle sue regioni, dove le sue storie hanno luogo. Alcune di esse furono pubblicate nel corso della sua vita, tuttavia alcune delle prime non sono state pubblicate fino alla sua morte. Le mappe principali sono quelle pubblicate ne Lo Hobbit, Il Signore degli Anelli, Il Silmarillion e nei Racconti incompiuti. La maggior parte degli eventi della Prima Era ebbero luogo nel subcontinente Beleriand, che fu successivamente inghiottito dall'oceano alla fine della Prima Era; i Monti Azzurri nel margine orientale della mappa del Beleriand sono gli stessi che appaiono nell'estremità occidentale della mappa della Terra di mezzo nella Seconda e Terza Era. Le mappe di Tolkien della Terra di mezzo, in ogni caso, mostrano solamente una piccola parte di tale regione (la maggior parte delle terre di Rhûn e Harad non sono mostrate sulle mappe) e ci sono altri continenti.
Tolkien scrisse molte volte che la Terra di mezzo si trova nella nostra Terra. L'ha descritta come un passato immaginario della Terra, non solamente ne Il Signore degli Anelli, ma anche in alcune lettere. Egli collocò la fine della Terza Era circa 6000 anni prima dei nostri giorni, e i dintorni della Contea in quello che è oggi il nord-occidente dell'Europa (Hobbiville, per esempio, era posto alla stessa latitudine di Oxford), anche se in risposta alle lettere egli avrebbe anche descritto gli elementi delle storie come una "realtà secondaria o sub-creata" o una "credenza secondaria". Durante un'intervista del gennaio del 1971, alla domanda se le storie si svolgono in un'epoca differente, egli dichiarò, "No... ad un differente stadio dell'immaginazione, questo sì". Tuttavia, fece cenno al collocamento delle sue storie sulla Terra; parlando di Midgard e Middle-earth, egli disse: "Oh certo, sono lo stesso termine. Molta gente ha commesso un errore nel credere che la Terra di mezzo fosse una specie di pianeta Terra, o una sorta d'altro pianeta fantascientifico. Non è che solamente un vecchio affascinante termine usato per indicare il pianeta in cui viviamo, immaginato circondato dall'oceano". Egli ha continuato a fare riferimenti al suo essere "un breve episodio della storia" della Terra più tardi, nell'autunno del 1971.

## Vicende
Le storie di Tolkien narrano della lotta per il controllo del mondo, chiamato Arda, e del continente della Terra di Mezzo: da un lato gli angelici Valar, gli Elfi e i loro alleati fra gli Uomini; dall'altro il demoniaco Melkor o Morgoth (un Vala caduto nel male) e i suoi servitori, per lo più Orchi, Draghi e Uomini schiavizzati. Nelle ere successive, dopo la sconfitta di Morgoth e il suo esilio da Arda il suo posto venne preso dal suo luogotenente Sauron.
I Valar, in seguito alla sconfitta di Morgoth, non presero più parte alle vicende della Terra di Mezzo, ma successivamente mandarono Stregoni o Istari per aiutare nella lotta contro Sauron. Gli Stregoni più importanti furono Gandalf il Grigio e Saruman il Bianco. Gandalf rimase fedele alla sua missione e si è dimostrato cruciale nella battaglia contro Sauron. Saruman, invece, divenne corrotto e cercò di dimostrarsi come un rivale di Sauron per il potere assoluto nella Terra di Mezzo. Altre razze coinvolte nella lotta contro il male furono i Nani, gli Ent ed i famosi Hobbit. Le prime fasi del conflitto sono narrate ne Il Silmarillion, mentre le ultime fasi della lotta contro Sauron sono raccontate ne Lo Hobbit e ne Il Signore degli Anelli.
Conflitti per il possesso e il controllo di preziosi o magici artifici sono un tema ricorrente nelle storie. La Prima Era è incentrata sulla ricerca condotta dell'Elfo Fëanor e la maggior parte del suo popolo Noldorin per recuperare tre preziosi gioielli chiamati Silmarilli che Morgoth rubò loro (da qui il titolo Il Silmarillion). La Seconda e Terza Era sono incentrate sulla forgiatura degli Anelli del Potere, e il destino dell'Unico Anello forgiato da Sauron, il quale dà al suo portatore il potere di controllare o influenzare coloro che indossano gli altri Anelli del Potere (da qui il titolo Il Signore degli Anelli).

## Concezioni storiche

### Etimologia
Nell'opera originale la Terra di Mezzo è chiamata Middle-earth. Nell'antica mitologia Germanica, il mondo degli Uomini era conosciuto con diversi nomi, come Miðgarðr, Middenheim, Manaheim e Middengeard. Il termine in antico inglese middangeard discende da una primitiva parola germanica ed ha così affini in lingue correlate all'antico inglese come la parola norrena Miðgarðr dalla mitologia norrena, traslitterato in inglese odierno come Midgard.
Il termine "Middle-earth", anche comunemente indicato come "Middle-world", non è stato pertanto inventato da Tolkien. Esso ricorre in Primo Inglese Moderno come evoluzione del termine Medio inglese middel-erde (cfr. tedesco Mittelerde), che si è sviluppato a sua volta, attraverso un processo di etimologia popolare, da middanġeard (in cui la g è morbida e ha la stessa pronuncia della y nella parola inglese yard). Con il tempo middangeard divenne scritto come middellærd, midden-erde, o middel-erde, indicando che il secondo elemento era stato reinterpretato, in base alla sua somiglianza con la parola "earth". Il cambio di significato non era eccezionale, in ogni caso: middangeard significava propriamente middle enclosure (recinto nel mezzo) invece che middle-earth (terra nel mezzo). In ogni caso middangeard era stato tradotto come "middle-earth" e Tolkien seguì questo corso.

### Uso da parte di Tolkien
Tolkien incontrò la prima volta il termine middangeard in un frammento in Antico Inglese che studiò nel 1914:
Questa citazione proviene dal secondo dei resti frammentari del poema Crist di Cynewulf. Il nome Éarendel fu l'ispirazione per il marinaio del legendarium Tolkieniano Eärendil, che salpò dalle lande della Terra di Mezzo per chiedere aiuto ai poteri angelici, i Valar. Il primo poema di Tolkien riguardo a Eärendil, risalente al 1914, lo stesso anno in cui lesse il poema Crist, fa riferimento a the mid-world's rim (i margini del mondo-di-mezzo).
Il concetto di middangeard fu considerato da Tolkien essere lo stesso di un particolare significato della parola greca οἰκουμένη - oikoumenē (dal quale deriva la parola ecumenico nella mitologia greca). In questo utilizzo Tolkien disse che oikoumenē è "il posto abitato degli uomini"; con ciò egli intese che è il mondo fisico in cui un uomo vive la sua vita e il suo destino, in contrasto con i mondi invisibili, come l'Inferno o il Paradiso.
(J.R.R. Tolkien, Lettere, n. 211)
Il termine Terra di Mezzo non fu, tuttavia, usato nei primi scritti di Tolkien riguardo al mondo da lui creato: scritti datati verso i primi anni del 1920 che furono successivamente pubblicati nei Racconti ritrovati e Racconti perduti (1983-4); il termine non è neppure usato ne Lo Hobbit. Tolkien iniziò ad utilizzare il termine Terra di Mezzo verso la fine del 1930, al posto di "Grandi Terre", "Terre Estere" e "Terre Citeriori" che usò per descrivere queste regioni nei suoi racconti. Questo termine apparve nelle bozze de Il Signore degli Anelli, e la prima apparizione pubblicata del termine Terra di Mezzo nelle opere di Tolkien è nel Prologo di quell'opera: "...Eppure è un fatto che gli Hobbit siano vissuti tranquilli e pacifici nella Terra di Mezzo per anni e anni prima che gli altri popoli si accorgessero della loro presenza".

### Uso e malintesi
Il termine Terra di Mezzo può anche essere usato come soprannome per l'intera creazione di Tolkien, invece dei più appropriati, ma meno conosciuti termini Arda, che si riferisce al pianeta di cui il continente della Terra di Mezzo è tecnicamente solo una parte, ed Eä, che si riferisce all'universo, di cui Arda è una parte. Si può vedere anche in titoli di libri come La via per la Terra di Mezzo, L'atlante della Terra di Mezzo di Tolkien, ed in particolare la serie The History of Middle-earth (La storia della Terra di Mezzo) i quali ricoprono un'area che va oltre la rigorosa definizione geografica del termine Terra di Mezzo. Tolkien stesso usò il termine in questo modo, a volte.
Una possibile spiegazione è che i termini Arda ed Eä non sono mai menzionati ne Il Signore degli Anelli, e solo con la pubblicazione de Il Silmarillion nel 1977 i lettori hanno avuto modo di conoscere le due parole.
Per quanto riguarda il termine inglese per Terra di Mezzo, "Middle-earth", viene spesso scritto con entrambe le iniziali maiuscole, "Middle-Earth", e il trattino viene a volte incorrettamente omesso, come in "Middle Earth", "Middle earth" e "Middleearth". In italiano, invece, "Terra di Mezzo" compare in alcune traduzioni con i trattini, Terra-di-Mezzo.

## Geografia

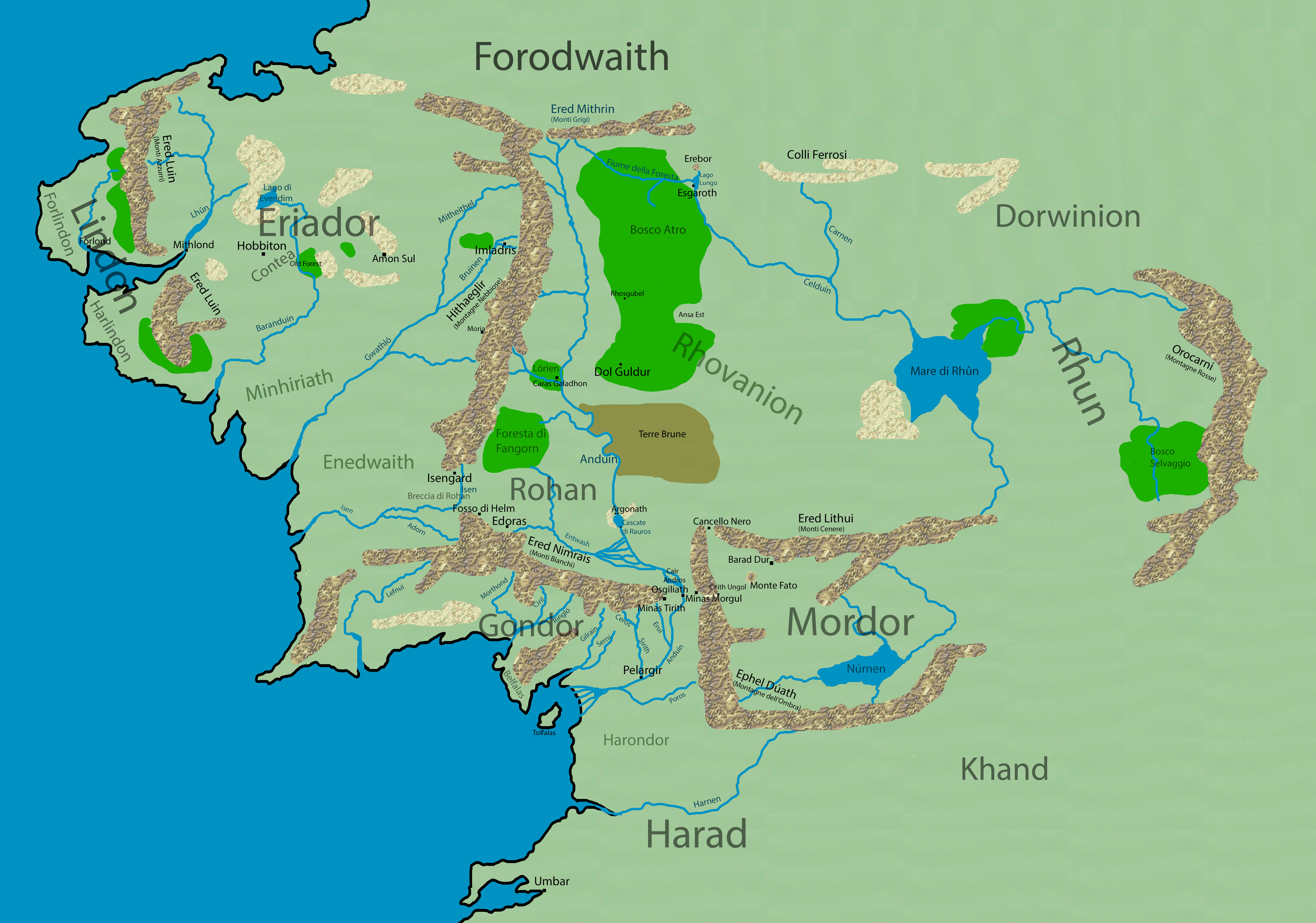
Mappa della Terra di Mezzo

Nel contesto generale del suo legendarium, la Terra di Mezzo di Tolkien era parte del suo mondo creato di Arda (che include le Terre Immortali di Aman e Eressëa, rimosse dal resto del mondo fisico), che era a sua volta parte del più ampio creato chiamato Eä.

### Cosmologia della Terra di Mezzo
Un modo per comprendere la posizione della Terra di Mezzo nel complesso sistema di Tolkien è quello di immaginare l'intera creazione come una serie di mondi all'interno di altri mondi. Così lo strato esterno è l'intero universo stesso, chiamato da Tolkien Eä. All'interno di Eä ci sono molti mondi misteriosi e sconosciuti, ma gli eventi da lui raccontati hanno luogo nel mondo chiamato "Arda". Arda è quella che noi chiamiamo "Terra", chiamata da Tolkien "Imbar" o "Ambar" (che significa "la Dimora") e il sole e la luna che le ruotano attorno. In Arda si trovano i continenti di Aman e della Terra di Mezzo (che erano in realtà due o più continenti), e sono separati dal Grande Mare Belegaer (analogo all'Oceano Atlantico). Nelle sue storie, Tolkien tradusse il nome Terra di Mezzo con Endor (o a volte Endórë) e Ennor nelle lingue elfiche Quenya e Sindarin rispettivamente, a volte riferendosi solamente al continente dove si svolgono le sue storie insieme a un altro continente a sud, le Terre Oscure.
Il continente occidentale, Aman, era la casa dei Valar e degli elfi chiamati Eldar. Anche un continente orientale disabitato è menzionato, ma non figura nelle storie. L'isola di Númenor era collocata nel Belegaer fra Aman e la Terra di Mezzo, ma fu successivamente inabissata. Negli ultimi anni anche Aman fu rimossa completamente da Arda dal Creatore, Eru Ilúvatar, per impedire agli Uomini di provare a raggiungerla.
All'inizio Ambar era supposto essere un "mondo piatto", nel quale i suoi abitanti erano tutti disposti su un lato del mondo. Gli schizzi di Tolkien mostrano un aspetto discoidale del mondo che guarda verso le stelle. Tuttavia, in accordo con i racconti contenuti sia ne Il Silmarillon sia ne Il Signore degli Anelli, quando il re di Númenor chiamato Ar-Pharazôn invase Aman per ottenere l'immortalità dai Valar, Eru Ilúvatar intervenne, distruggendo Númenor, rimuovendo Aman "dalle cerchie del mondo" e rimodellando Ambar nella forma sferica che ha oggi. L'Akallabêth dice che i Númenóreani che sopravvissero alla Caduta navigarono tanto lontano verso Ovest quanto poterono, in cerca della loro antica dimora, ma i loro viaggi li condussero intorno al mondo fino al punto di partenza. Perciò, prima della fine della Seconda Era il passaggio da "Terra piatta" a "Terra sferica" era completato. Nuove terre furono anche create ad ovest, analogamente al Nuovo Mondo.
Qualche anno dopo la pubblicazione de Il Signore degli Anelli, in una nota associata all'unica storia narrativa "Athrabeth Finrod ah Andreth" (la quale è detto avvenuta nel Beleriand durante la Guerra dei Gioielli), Tolkien equiparò Arda al Sistema Solare; perché Arda da questo punto di vista consisteva in più di un corpo celeste (Valinor divenne un altro pianeta e il Sole e la Luna divennero corpi celesti fermi nel loro stesso posto e non oggetti orbitanti attorno alla Terra).

### L'Inizio dei Giorni
Tolkien scrisse che la Terra di Mezzo o Endor originariamente era conforme ad un ampio schema simmetrico che fu corrotto da Melkor. I vari conflitti con Melkor (nonché l'azione dei Valar in un'occasione) hanno portato la Terra ad essere deformata.
Originariamente, Arda iniziò come un singolo mondo piatto e i Valar crearono Due Lampade per illuminarlo, Illuin e Ormal. Il Vala Aulë forgiò grandi torri, Helcar nell'estremo nord, e Ringil nel profondo sud. Illuin fu posta sopra Helcar e Ormal sopra Ringil. Nel mezzo, dove la luce delle lampade si incontrava, i Valar vennero ad abitare nell'isola di Almaren nel mezzo di un Grande Lago. Una volta osservata dallo spazio, la geografia di Arda era quindi simmetrica. Quando Melkor distrusse le Lampade dei Valar, due grandi mari interni (Helcar e Ringil) e due mari maggiori (Belegaer e il Mare Orientale) furono creati, ma Almaren e il suo lago furono distrutti.
I Valar lasciarono la Terra di Mezzo e giunsero all'appena formato continente di Aman nell'ovest, dove crearono la loro dimora chiamata Valinor. Per scoraggiare Melkor dall'attaccare Aman, essi spinsero il continente della Terra di Mezzo ad est, ampliando così il Belegaer al suo centro ed innalzando cinque maggiori catene montuose nella Terra di Mezzo che presero una distribuzione relativamente simmetrica, chiamate Montagne Blu, Rosse, Grigie e Gialle e le Montagne del Vento. Questo, tuttavia, deturpò la simmetria della configurazione dei continenti e dei loro mari intermedi.
Molti secoli dopo che Valinor fu fondata, Melkor innalzò le Montagne Nebbiose per ostacolare il cammino del Vala Oromë, che dava la caccia alle bestie di Melkor durante il periodo oscuro della Terra di Mezzo precedente al risveglio degli Elfi.
Ulteriori modifiche si verificarono quando i Valar assalirono Utumno, qualche anno dopo il Risveglio degli Elfi. Il nord-ovest della Terra di Mezzo, in particolare le regioni ad ovest delle Montagne Blu (chiamate Beleriand) dove Melkor incontrò la schiera dei Valar, furono "molto rotte". Belegaer, il mare fra la Terra di Mezzo e Aman, si accentuò ulteriormente, creando varie altre baie, una delle quali era la Baia di Balar, la confluenza del Sirion. Le terre montuose del Dorthonion e le montagne presso Hithlum furono anch'esse un risultato delle battaglie.
Nella regione centrale della Terra di Mezzo, un Grande Golfo (del Belegaer) fu formato (il precursore della successiva Baia di Belfalas). Nel lontano Sud, il Mare Interno di Ringil si espanse grandemente e separò la parte meridionale del continente dalla terraferma, formando infatti le Terre Oscure (Hyarmenor) e il Mare Interno, unendo da uno stretto i precedentemente separati Belegaer con i Mari Orientali.

### La Prima Era
Come raccontato ne Il Silmarillion, la maggior parte degli eventi della prima era ebbero luogo nelle lande del Beleriand e nei suoi dintorni. Tolkien collocò entro i confini del Beleriand il regno Elfico celato del Doriath, governato da Re Thingol, e Gondolin, fondata da Turgon. Importante fu anche la fortezza di Nargothrond, fondata dall'Elfo Finrod Felagund. Nelle Montagne Blu ad est vi erano i grandi palazzi dei Nani, Belegost e Nogrod. Il Beleriand era diviso in parte orientale ed occidentale dal grande fiume Sirion. Nel Beleriand Orientale si trovava il fiume Gelion con i suoi sette tributari, definito il regno degli Elfi Verdi di Ossiriand. A nord del Beleriand si trovavano le regioni di Nevrast, Hithlum e Dor-lómin e le Montagne di Ferro dove Morgoth (Melkor) eresse la fortezza di Angband. Le violenti lotte durante la Guerra d'Ira fra le Schiere dei Valar e le armate di Melkor alla fine della Prima Era portarono alla distruzione di Angband, e modificarono la configurazione della Terra di Mezzo così che la maggior parte del Beleriand sprofondò sotto il mare.
Anche le Pelóri furono innalzate agli inizi della Prima Era, insieme alle Isole Incantate, per rendere Valinor sostanzialmente irraggiungibile eccetto che per il fortificato Calacirya.

### La Seconda e Terza Era
Nella Seconda e Terza era, durante la quale Tolkien collocò gli eventi dell'Akallabêth, de Lo Hobbit e de Il Signore degli Anelli, le regioni Occidentali della Terra di Mezzo comprendevano le terre di Eriador, Gondor, le Montagne Nebbiose e le valli del grande fiume Anduin. L'Eriador era delimitato dagli Ered Luin o Montagne Blu ad ovest, le quali confinavano con il mare e i Porti Grigi. Ad est dell'Eriador si trovavano le Montagne Nebbiose, che andavano dall'estremo nord fino a Isengard, dimora dello stregone Saruman, nel sud. Nelle Montagne Nebbiose si trovava il grande palazzo Nanico di Khazad-dûm o Moria. All'interno di Eriador si trovava originariamente il Regno di Arnor, fondato dagli Uomini che erano fuggiti alla distruzione di Númenor. Questo fu successivamente diviso nei regni di Arthedain, Cardolan e Rhudaur. Questi regni erano da troppo tempo passati alla storia al tempo de Il Signore degli Anelli. L'Eriador comprendeva anche La Contea, patria degli Hobbit, e il vicino insediamento di Brea. Gran Burrone, la casa del Mezzoelfo Elrond si trovava anch'essa in Eriador, prossima ai versanti occidentali delle Montagne Nebbiose.
Ad est delle Montagne si trovava la terra chiamata Rhovanion e il grande fiume Anduin. Sul suo lato occidentale, tra l'Anduin e le Montagne Nebbiose, si trovava il Regno Elfico di Lothlórien, dimora della Dama Elfica Galadriel, e la Foresta di Fangorn, dimora degli Ent. Ad est del fiume si trovava la grande foresta di Bosco Atro (precedentemente chiamata Boscoverde), ed oltre vi era la Montagna Solitaria o Erebor, dimora del drago Smaug, la città di Dale, Dorwinion e i Colli Ferrosi. A sud-est delle Montagne Nebbiose si estendeva il regno di Rohan, abitato dagli alleati di Gondor, e più a sud vi era il Regno di Gondor, fondato come Arnor dagli Uomini fuggiti dalla distruzione dell'isola di Númenor. Ad est di Gondor, e circondata da alte montagne, si trovava Mordor, dimora di Sauron nella sua fortezza di Barad-dûr.
A sud di Gondor si trovavano le terre di Harad e Khand, e il porto di Umbar. Nel lontano Est al di là del Rhovanion vi era il Mare di Rhûn, e sul suo versante orientale si trovava il popolo degli Esterling. Gli abitanti di quelle terre erano tradizionalmente ostili a Gondor, e alleati di Sauron ai tempi de Il Signore degli Anelli.

### Mappe della Terra di Mezzo
Tolkien non concluse mai la geografia per il mondo associato a Lo Hobbit e a Il Signore degli Anelli. In The Shaping of Middle-earth, volume IV della History of Middle-earth, Christopher Tolkien pubblicò svariate mappe notevoli sia dell'originario mondo piatto sia del mondo sferico, che suo padre creò nell'ultima parte degli anni 1930. Karen Wynn Fonstad trasse spunto da queste mappe per sviluppare dettagliate, tuttavia non canoniche, "mappe del mondo intero" che riflettono un mondo coerente con gli anni storici raffigurati ne Il Silmarillion, Lo Hobbit, e Il Signore degli Anelli.
Delle mappe disegnate da Christoper Tolkien e suo padre furono pubblicate sotto forma di pieghevoli allegate ai libri Lo Hobbit, Il Signore degli Anelli, Il Silmarillion e Racconti incompiuti, nonché sotto forma di poster con il nome A Map of Middle-Earth ("Una mappa della Terra di Mezzo"). Altre mappe comparvero nei libri The Shaping of Middle-earth, The History of The Lord of the Rings e The War of the Jewels.
La Tolkien Estate ha sempre affermato che la struttura geografica della Terra di Mezzo e di qualunque altro luogo dell'immaginario tolkieniano sia proprietà intellettuale di J.R.R. e dei suoi eredi. Per questo motivo ha limitato la pubblicazione di mappe ai soli autorizzati e persegue legalmente chiunque pubblichi mappe, anche ideate in autonomia, su internet.

## Corrispondenze con la geografia terrestre
Tolkien descrisse la regione in cui vivono gli Hobbit «A nord-ovest del Vecchio Mondo e ad est del Mare», indicando una possibile connessione con l'Inghilterra e la parte occidentale dell'Europa, il cosiddetto "Vecchio Mondo". Tuttavia, come precisò nelle sue lettere private, i luoghi non sono in corrispondenza esatta e non aveva intenzione di farli combaciare nemmeno al momento della scrittura, eccezion fatta per una mappa annotata scoperta di recente (vedi sotto). A questo proposito, Tolkien scrisse:
(J.R.R. Tolkien, Lettere, n. 169)
(J.R.R. Tolkien, Lettere, n. 183)
(J.R.R. Tolkien, Lettere, n. 211)
In un'altra lettera, Tolkien istituisce un parallelismo (ma non un'uguaglianza) tra l'Europa e la Terra di Mezzo:
(J.R.R. Tolkien, Lettere, n. 294)
Egli conferma tuttavia che la Contea, la terra degli Hobbit, sia effettivamente basata sull'Inghilterra:
(J.R.R. Tolkien, Lettere, n. 190)
Nel Prologo de Il Signore degli Anelli, Tolkien scrive:
(J.R.R. Tolkien, Il Signore degli Anelli)
Inoltre nell'appendice ci sono diversi riferimenti alla storia e all'etimologia dei luoghi "ora" (in inglese moderno) e "allora" (nel linguaggio arcaico).
(J.R.R. Tolkien, Il Signore degli Anelli)
Sempre nelle appendici e nel Silmarillion, con il supporto di informazioni da The History of Middle-earth, sono presenti cenni a costellazioni e stelle visibili dall'emisfero nord della Terra, fra cui il Sole, la Luna, Orione, l'Orsa Maggiore e altri pianeti (descritti come stelle, nonostante Carnil sia Marte).
Una mappa annotata da Tolkien, scoperta nell'ottobre 2015 nella collezione di Pauline Baynes, posiziona Hobbiville alla latitudine di Oxford e fa corrispondere Minas Tirith a Ravenna. Inoltre, sono presenti come punti di riferimento anche Belgrado, Cipro e Gerusalemme. Questa mappa è inoltre la fonte utilizzata da Baynes per la localizzazione di posti non presenti nelle mappe originali, quali Framsburg e Dorwinnion.

## Fiumi della Terra di Mezzo
Due sono i principali fiumi della Terra di Mezzo: il Sirion nel Beleriand e l'Anduin che scorre verso Gondor. Tutta la Terra di Mezzo è comunque ricca di corsi d'acqua.

## Regni della Terra di Mezzo
- Gondor
- Arnor (a sua volta suddiviso in Arthedain, Cardolan e Rhudaur)
- Rohan
- La Contea
- Mordor
- Bosco Atro
- Gran Burrone
- Lórien
- Lindon
- Regni del Beleriand
- Dor Daedeloth
- Angmar
- Erebor
- Eregion
- Harad
- Anbalukkhôr
- Regno dei Nani di Nanosterro

## Altri luoghi
- Arnor
- Barad-dûr
- Brea
- Campo Gaggiolo
- Campi Iridati
- Cascate di Rauros
- Dol Amroth
- Dol Guldur
- Dunclivo
- Dunland
- Eriador
- Eregion
- Harad
- Harondor
- Hobbiville
- Isengard
- Minas Morgul (o Minas Ithil)
- Minas Tirith (o Minas Anor)
- Moria
- Osgiliath
- Ovestfalda
- Paludi Morte
- Porti Grigi
- Rhûn
- Terre Selvagge
- Tumulilande
- Valle del Sinuosalice
- Cirith Ungol

## Storia
Nel Silmarillion la storia di Arda è divisa in quattro epoche: l'Ainulindalë, gli Anni delle Lampade, gli Anni degli Alberi e gli Anni del Sole. La storia della Terra di Mezzo inizia nel periodo della Prima Era e del risveglio degli elfi, durante gli Anni degli Alberi; gli eventi precedenti sono noti semplicemente come "L'inizio dei giorni". Durante la Prima Era, il risveglio degli uomini coincide con la prima alba e l'inizio degli Anni del Sole, che coprono l'arco temporale compreso tra la Prima Era e il presente.

### Ainulindalë
Nell'universo tolkieniano, il Dio creatore dell'universo è Eru Ilúvatar. La cosmogonia ideata da Tolkien presenta una creazione del mondo avvenuta attraverso la musica: inizialmente, Ilúvatar creò degli spiriti chiamati Ainur e insegnò loro a cantare. Quando essi riuscirono a padroneggiare questa abilità, Ilúvatar ordinò loro di comporre un tema musicale basato sulle idee di ognuno. Il più potente degli Ainur, Melkor (chiamato in seguito Morgoth dagli elfi), iniziò allora a produrre una personale cacofonia per disturbare la musica. In risposta, Ilúvatar introdusse nuove melodie tali da portare la musica oltre la comprensione degli Ainur. Il fondamento della creazione è che l'andamento della musica e il conflitto tra Melkor e Ilúvatar abbia gettato le basi di gran parte della storia del futuro universo e delle persone che ci avrebbero vissuto.
A quel punto Ilúvatar fermò la musica, rivelandone il significato agli Ainur tramite una visione. Molti di essi, commossi, sentirono la grande necessità di partecipare agli eventi in prima persona. Ilúvatar creò allora Eä, l'universo vero e proprio, e alcuni degli Ainur entrarono a farne parte per condividerne la propria esperienza. Tuttavia, all'arrivo in Eä, trovarono un universo ancora spoglio, essendo giunti all'inizio del tempo. Gli Ainur intrapresero grandi fatiche durante questi "anni delle stelle", nei quali diedero forma all'universo e lo riempirono con cose di gran lunga al di là della comprensione umana.

### L'inizio dei giorni
Con il tempo gli Ainur diedero forma ad Arda, la futura dimora dei Figli di Ilúvatar: Elfi e Uomini. Melkor e i suoi seguaci entrarono a loro volta in Eä, mettendosi a rovinare e disfare qualsiasi cosa gli altri facessero. I quindici Ainur più potenti erano chiamati Valar; Melkor era il più potente, ma il loro capo era Manwë. Ognuno dei Valar era attratto da un particolare aspetto dell'universo, che diventerà per ognuno il principale obiettivo del proprio potere. Melkor era attratto da qualunque cosa fosse violenta o terribile: ad esempio freddo pungente, caldo torrido, terremoti, rotture, lacerazioni e oscurità. Il suo potere era così grande che inizialmente gli altri Valar non erano in grado di contenerlo, finché Tulkas entrò in Eä e ristabilì l'equilibrio. Cacciato da Tulkas, Melkor si rifugiò nell'oscurità ai margini di Arda. I Valar si insediarono in Arda per vegliare su di essa e prepararla all'arrivo dei Figli.
Gli Anni delle Lampade iniziarono appena i Valar finirono di preparare Arda. Essa divenne un singolo mondo piatto, e i Valar crearono le Due Lampade per illuminarla: Illuin e Ormal. Al centro, dove la luce delle lampade si mescolava, dimoravano i Valar, presso l'isola di Almaren. Durante questo periodo, noto come Primavera di Arda, i Valar completarono il mondo a proprio piacimento, mentre Melkor si celava oltre le Mura della Notte; è in questo periodo che comparvero gli animali e le foreste iniziarono a crescere. La Primavera fu interrotta quando Melkor fece ritorno ad Arda, e finì del tutto quando distrusse le Lampade. Tale evento segnò inoltre la fine degli Anni delle Lampade.
Gli Anni degli Alberi iniziarono dopo la distruzione delle Lampade, quando i Valar si ritirarono nelle regioni occidentali di Arda, dove Yavanna piantò i Due Alberi Telperion e Laurelin, per illuminare la nuova dimora di Valinor, nelle terre di Aman. Gli Alberi illuminavano soltanto Aman, lasciando il resto di Arda (e dunque la Terra di Mezzo) nell'oscurità, illuminato soltanto dalle stelle.

### La Prima Era
La Prima Era ebbe inizio con il Risveglio degli elfi presso il lago Cuiviénen, all'estremo est della Terra di Mezzo. Gli elfi furono presto avvicinati dai Valar, che chiesero loro di recarsi ad Aman per vivere insieme. Molti di loro furono persuasi e intrapresero il grande viaggio verso Aman, ma non tutti lo completarono, dando così luogo alla loro suddivisione. I Valar imprigionarono Melkor, il quale però sembrò pentirsi e venne liberato sulla parola. Egli seminò allora grande discordia tra gli elfi, suscitando rivalità tra i principi Fëanor e Fingolfin. Inoltre, uccise il loro padre, Re Finwë, distrusse i Due Alberi con l'aiuto di Ungoliant e rubò i Silmaril, tre preziosissimi gioielli forgiati da Fëanor che contenevano la luce dei Due Alberi.
Fëanor persuase gran parte del suo popolo, i Noldor, a lasciare Aman e inseguire Melkor nel Beleriand, maledicendolo col nome di Morgoth, il "nemico nero"; lui e i suoi figli giurarono che avrebbero recuperato i Silmaril ad ogni costo. Fëanor guidò il primo gruppo di Noldor, mentre il secondo e più grande fu condotto da Fingolfin. I Noldor si fermarono ad Alqualondë, città-porto dei Teleri, ma questi ultimi si rifiutarono di dare loro delle navi per arrivare alla Terra di Mezzo. Fëanor e gran parte dei suoi seguaci attaccarono allora i Teleri, rubando le loro navi e dando luogo al Fratricidio di Alqualondë. Il gruppo di Fëanor salpò sulle navi rubate, lasciando indietro quello di Fingolfin. L'unica scelta rimasta al secondo gruppo era quella di dirigersi nella Terra di Mezzo attraverso il mortale Helcaraxë, nell'estremo nord. Successivamente Fëanor fu ucciso, ma la maggior parte dei suoi figli sopravvisse e fondò dei regni, così come fecero Fingolfin e i suoi eredi. Nel frattempo, i Valar colsero gli ultimi due frutti dai Due Alberi e li usarono per creare il Sole e la Luna, che rimasero parte di Arda sebbene separati da Ambar, la parte solida del mondo.
Gli Anni del Sole iniziarono quando i Valar fecero il sole, ed esso sorse su Ambar; da allora il tempo viene computato a partire dal giorno di quell'alba. A seguito di diverse grandi battaglie, ci fu un lungo periodo di pace, durante l'Assedio di Angband, durato quattrocento anni, durante il quale i primi uomini, gli Edain, giunsero nel Beleriand attraversando gli Ered Luin. Quando Morgoth riuscì a spezzare l'assedio di Angband, i regni elfici caddero uno a uno, inclusa la città di Gondolin. L'unico successo tangibile di uomini ed elfi giunse quando Beren e Lúthien recuperarono un Silmaril dalla Corona Ferrea di Morgoth. In seguito morirono entrambi ma i Valar decisero di riportarli in vita e concedere loro di vivere insieme lontani da tutti gli altri mortali.
Il Silmaril rubato fu quindi donato a Re Thingol, così come Beren aveva giurato di fare, in cambio della mano di Lùthien. Anni dopo, in seguito alla caduta del Nargothrond, la collana Nauglamir forgiata dai nani di Norgod per Re Finrond Felagund, fu portata presso Re Thingol che decise di farla riforgiare in modo da includere il Silmaril di Beren. Alla vista di tale gioiello, nei nani di Nogrod, ai quali Thingol aveva affidato l'incarico, si accse un rovente desiderio. Uccisero quindi Re Thingol rubando e fuggendo con il Silmaril. Beren tese un agguato ai nani e lo recuperò, dandolo a Lúthien. Presto i due morirono nuovamente e il Silmaril fu dato a loro figlio Dior, che ripristinò il regno di Doriath. I figli di Fëanor chiesero che il Silmaril fosse riconsegnato a loro, ma Dior rifiutò. I Fëanoriani distrussero Doriath e uccisero Dior, nel Secondo Fratricidio ma Elwing, figlia di Dior, riuscì a scappare con il gioiello. Tre figli di Fëanor (Celegorm, Curufin e Caranthir) morirono nel tentativo di riottenerlo.
Alla fine della Prima Era, tutto ciò che rimase degli elfi e degli uomini liberi del Beleriand era un insediamento presso le Bocche del Sirion, nel quale si trovava Eärendil, sposo di Elwing. I Fëanoriani chiesero nuovamente indietro il Silmaril, ma in seguito ad un nuovo rifiuto decisero di prenderlo con la forza, dando luogo al Terzo Fratricidio. Eärendil ed Elwing attraversarono il Belegaer portando appresso il Silmaril, pregando i Valar di perdonarli e aiutarli. I Valar risposero; Melkor fu catturato, gran parte delle sue opere fu distrutta e fu esiliato ai confini del mondo, oltre la Porta della Notte.
I Silmaril furono recuperati, ma ad un grande costo: il Beleriand fu distrutto nella Guerra d'Ira e scomparve definitivamente. Ai figli rimasti di Fëanor, Maedhros and Maglor, fu ordinato di tornare a Valinor, ma essi rubarono i Silmaril dai Valar. Tuttavia, così come era successo a Melkor, i Silmaril bruciarono nelle loro mani, e si resero conto che non avrebbero mai potuto possederli, rendendo nullo il giuramento fatto. Entrambi i fratelli trovarono la morte: Maedhros si gettò in un abisso infuocato con un Silmaril e Maglor gettò un altro Silmaril in mare. Così, i Silmaril giunsero alle loro dimore: uno a Eärendil in cielo, uno in terra e uno in acqua, ovvero nei tre elementi di Arda.

### La Seconda Era
All'inizio della Seconda Era, gli Edain si stabilirono nell'isola di Númenor, nell'ovest del Grande Mare, mentre molti elfi si stabilirono ad ovest. I Valar diedero ai numenoreani il dono della lunga vita, tre volte più lunga di quella degli uomini; essi divennero grandi navigatori e, nei loro giorni di gloria, giunsero nella Terra di Mezzo per insegnare agli altri uomini le loro abilità. Tuttavia, in loro crebbe una grande gelosia per i loro fratelli immortali, gli elfi. All'apice del loro potere, i numenoreani dominarono sugli uomini della Terra di Mezzo, anziché aiutarli. Alcuni secoli dopo Sauron, il più potente tra i servitori di Morgoth e suo capitano, iniziò a riunire le creature malvagie nelle terre orientali. Persuase gli elfi dell'Eregion a creare gli Anelli del Potere, forgiando in segreto l'Unico Anello per controllare tutti gli altri. Tuttavia, gli elfi compresero il piano di Sauron appena questi indossò il suo anello, e si tolsero i loro prima che potesse riuscire a dominarli. In questo periodo, l'ombra scese su Númenor, e i re desideravano vivere fino all'ultimo la loro vita, ad essa avidamente aggrappati. Númenor, in passato sempre grata a Eru e ai Valar, iniziò a pagare il suo tributo, diventando sempre più inquieta riguardo al destino dell'uomo, ovvero la mortalità. I numenoreani si divisero tra Uomini del Re, coloro che avrebbero voluto vedere il potere di Númenor crescere e la fedeltà a Elfi e Valar declinare, e i Fedeli, che mantennero i legami con gli elfi e continuarono ad ascoltare le parole di Ilúvatar.
Ritrovata la sua forza e consapevole del suo crescente dominio sulla Terra di Mezzo, Sauron si proclamò Signore degli Uomini. Ar-Pharazôn, ultimo re di Númenor, pensando di essere l'unico a meritare tale titolo, salpò per la Terra di Mezzo con il suo esercito, sfidando di fatto Sauron. Quest'ultimo, resosi conto della potenza del suo nemico e sapendo che non avrebbe potuto batterlo, si lasciò catturare e portare a Númenor come ostaggio. Presto, con l'inganno e la retorica, riuscì a ingraziarsi il re, affermando che Melkor era l'unico vero Dio, mentre Eru una semplice invenzione dei Valar. Così, il sovrano inizio la persecuzione dei Fedeli, sacrificati in nome di Melkor. Infine, quando Ar-Pharazôn divenne vecchio, Sauron usando il potere del suo anello gli disse che nessuno, neanche i Valar, avrebbe potuto sfidare la grandezza di Númenor, e che il re avrebbe dovuto attaccare Valinor e conquistare le Terre Imperiture, guadagnandosi così l'immortalità. Il vero obiettivo di Sauron era far sì che i Valar spazzassero via l'esercito dei numenoreani, ultimo ostacolo alla conquista della Terra di Mezzo; Ar-Pharazôn, timoroso della morte, ascoltò il consiglio e costituì un'immensa armata per assaltare le terre dei Valar. Amandil, a capo di coloro che erano ancora fedeli ai Valar, salpò per chiedere perdono ai Valar; per celare il suo intento, si diresse prima ad est e poi a ovest, ma di lui non si ebbero più notizie. Suo figlio Elendil e i nipoti Isildur e Anárion mantennero i Fedeli fuori dalla guerra, preparandosi a fuggire da Númenor.
Entro la fine della Seconda Era, quando gli uomini di Númenor si ribellarono ai Valar a causa degli inganni di Sauron, Ilúvatar distrusse Númenor, separò Valinor dal resto di Arda e creò nuovi continenti, rendendo il mondo sferico. Quando l'armata di Ar-Pharazôn giunse ad Aman, i Valar invocarono l'aiuto di Ilúvatar, il quale modificò radicalmente la geografia del mondo: Aman fu rimosso da Ambar, e gli uomini non avrebbero più potuto trovarlo, ma gli elfi a bordo di navi appositamente consacrate ricevettero la grazia di usare la Strada Diritta, creata appositamente per superare la curvatura della Terra. L'imponente flotta di Ar-Pharazôn venne spazzata via, così come la terra di Númenor, e Sauron perse il suo corpo senza mai più riuscire a recuperarlo, nonostante il suo spirito abbia continuato a vagare per la Terra di Mezzo. Elendil e i suoi figli scapparono ad Endor, fondando i regni di Gondor e Arnor.
Sauron tornò presto al potere, ma l'Ultima Alleanza tra elfi e uomini riuscì a sconfiggerlo. In un assedio durato per anni, il re elfico Gil-galad, il sovrano di Gondor e Arnor Elendil e suo figlio Anárion vennero uccisi, ma la stessa sorte toccò al corpo di Sauron. Isildur riuscì a tagliare l'anello dalla mano di Sauron usando la spada di suo padre, diminuendo il potere dell'Oscuro Signore e costringendo il suo spirito a fuggire nuovamente, garantendo così un periodo di pace a tutta la Terra di Mezzo. Tuttavia, Isildur rifiutò di distruggere l'anello tra le fiamme del Monte Fato, e contro ogni consiglio lo tenne come guidrigildo per suo padre e suo fratello. L'anello però lo tradì presto, durante un'imboscata degli orchi presso i Campi Iridati; Isildur fu ucciso e l'anello rimase sul fondo dell'Anduin per molto tempo.

### La Terza Era
La Terza era vide l'ascesa al potere dei regni di Arnor e Gondor, e in seguito il loro declino. All'epoca degli eventi del Signore degli Anelli, Sauron ha recuperato molta della sua potenza originaria ed è tornato alla ricerca dell'Unico Anello. Sapendo che era caduto nelle mani di un hobbit, mandò nove Nazgûl a recuperarlo. Il portatore dell'anello, Frodo Baggins, si mise in viaggio verso Gran Burrone, dove fu deciso che l'anello avrebbe dovuto essere distrutto nell'unico modo possibile: gettandolo fra le fiamme del Monte Fato. Frodo si incamminò con altri otto compagni, formando così la Compagnia dell'Anello. All'ultimo egli fallì, ma l'intervento di Gollum (salvato dalla pietà di Bilbo prima e Frodo poi) fa sì che l'anello venga distrutto comunque. Frodo e il suo compagno Sam Gamgee furono acclamati come eroi, e Sauron fu distrutto definitivamente.
La fine della Terza era segna il termine del dominio degli elfi e l'inizio del dominio degli uomini.

### La Quarta Era
All'inizio della Quarta Era, molti degli elfi che abitavano nella Terra di Mezzo partirono per Valinor, senza mai fare ritorno; i pochi che rimasero sentirono il proprio potere diminuire sempre più. I nani ripopolarono Moria, nonostante anch'essi, alla fine, diminuirono come gli elfi. Sotto il regno di re Elessar di Gondor (Aragorn dei Dunedain), fu ripristinata la pace tra Gondor e i territori del sud e dell'est.
Agli uomini fu fatto divieto di entrare nella Contea, permettendo agli hobbit di vivere pacificamente senza essere disturbati. Elessar e la regina Arwen morirono circa nello stesso periodo, lasciando il regno a loro figlio.
Tolkien iniziò un racconto, noto come La nuova Ombra, ambientato diverse generazioni dopo Elessar, nel quale un nuovo male sembra abbattersi sulla Terra di Mezzo, ma l'opera fu abbandonata dopo una trentina di pagine poiché considerata da Tolkien nettamente inferiore rispetto a Il Signore degli Anelli.

## Popoli della Terra di Mezzo
- Ent
- Elfi
- Hobbit
- Nani
- Uomini
- Goblin
- Orchi
- Troll